# Cristian Pita Bolaños
Cristian Pita Bolaños   (6 de febrer de 1995) és un ciclista equatorià. Format al Centre mundial del ciclisme, va passar al professionalisme al 2016 amb l'equip Team Ecuador. Aquell mateix any va aconseguir la seva primera victòria en una cursa de l'UCI. Des del 2017 milita a l'equip Start Vaxes Cycling Team.

## Palmarès
- 2016
  - Vencedor d'una etapa a la Volta a Guatemala
- 2024
  - Vencedor d'una etapa a la Volta a l'Equador
- 2025
  - 1r a la Yellow River Estuary Road Cycling Race i vencedor d'una etapa